# Stachyris melanothorax
Stachyris melanothorax là một loài chim trong họ Timaliidae.